# Duyung (Trawas)
Duyung is een bestuurslaag in het regentschap Mojokerto van de provincie Oost-Java, Indonesië. Duyung telt 1322 inwoners (volkstelling 2010).